# Johnny Kenny
Johnny Kenny, né le 6 juin 2003 à Riverstown (en), est un footballeur irlandais qui évolue au poste d'avant-centre au Celtic Glasgow.

## Biographie

### Carrière en club
Johnny Kenny est formé dans sa province natale du Connacht, aux Sligo Rovers, où il signe son premier contrat professionnel en novembre 2021, après s'être illustré lors du Championnat d'Irlande 2021,.
En janvier 2022, il est transféré au Celtic de Glasgow, les géants du Championnat écossais,,.
Après un prêt mitigé d'une demi-saison en deuxième division écossaise au Queen's Park, Johnny Kenny est prêté chez les Shamrock Rovers pour la saison 2023,.
Avec les champions irlandais, Kenny fait ses débuts en Ligue des champions le 11 juillet 2023, entrant en jeu lors du match de qualification des Shamrock Rovers contre le Breidablik,.
Après un bref retour au Celtic à la fin de son prêt, Johnny Kenny est de nouveau prêté aux Shamrock Rovers pour la saison 2024.

### Carrière en sélection
Johnny Kenny est international irlandais en équipes de jeunes, ayant notamment joué avec les moins de 19 ans à partir de 2021,.
Il est ensuite sélectionné avec les espoirs irlandais, faisant ses débuts le 26 mars 2023, buteur lors d'une victoire 2-1 en match amical contre l'Islande.

## Palmarès
Shamrock Rovers
- Championnat d'Irlande
  - Champion en 2023

 Celtic FC
- Coupe d'Écosse
- Finaliste en 2025